# Ján Horár
Ján Horár (15. srpna 1910 – 1988) byl slovenský a československý politik Komunistické strany Slovenska a poúnorový poslanec Národního shromáždění ČSR.

## Biografie
Po volbách do Národního shromáždění roku 1948 byl zvolen do Národního shromáždění za KSČ ve volebním kraji Košice. Mandát nabyl až dodatečně v únoru 1950 jako náhradník poté, co byl zbaven mandátu poslanec Ondrej Roba. Ve funkci setrval do ledna 1952, kdy rezignoval a nahradil ho Pavel Bučák.
V roce 1950 se uvádí jako člen Ústředního výboru Komunistické strany Slovenska.